# Teucholabis (Teucholabis) nodipes praescutellaris
Teucholabis (Teucholabis) nodipes praescutellaris is een ondersoort van de tweevleugelige Teucholabis (Teucholabis) nodipes uit de familie steltmuggen (Limoniidae). De ondersoort komt voor in het Afrotropisch gebied.